# Pilgerkreuz (Belin-Béliet)

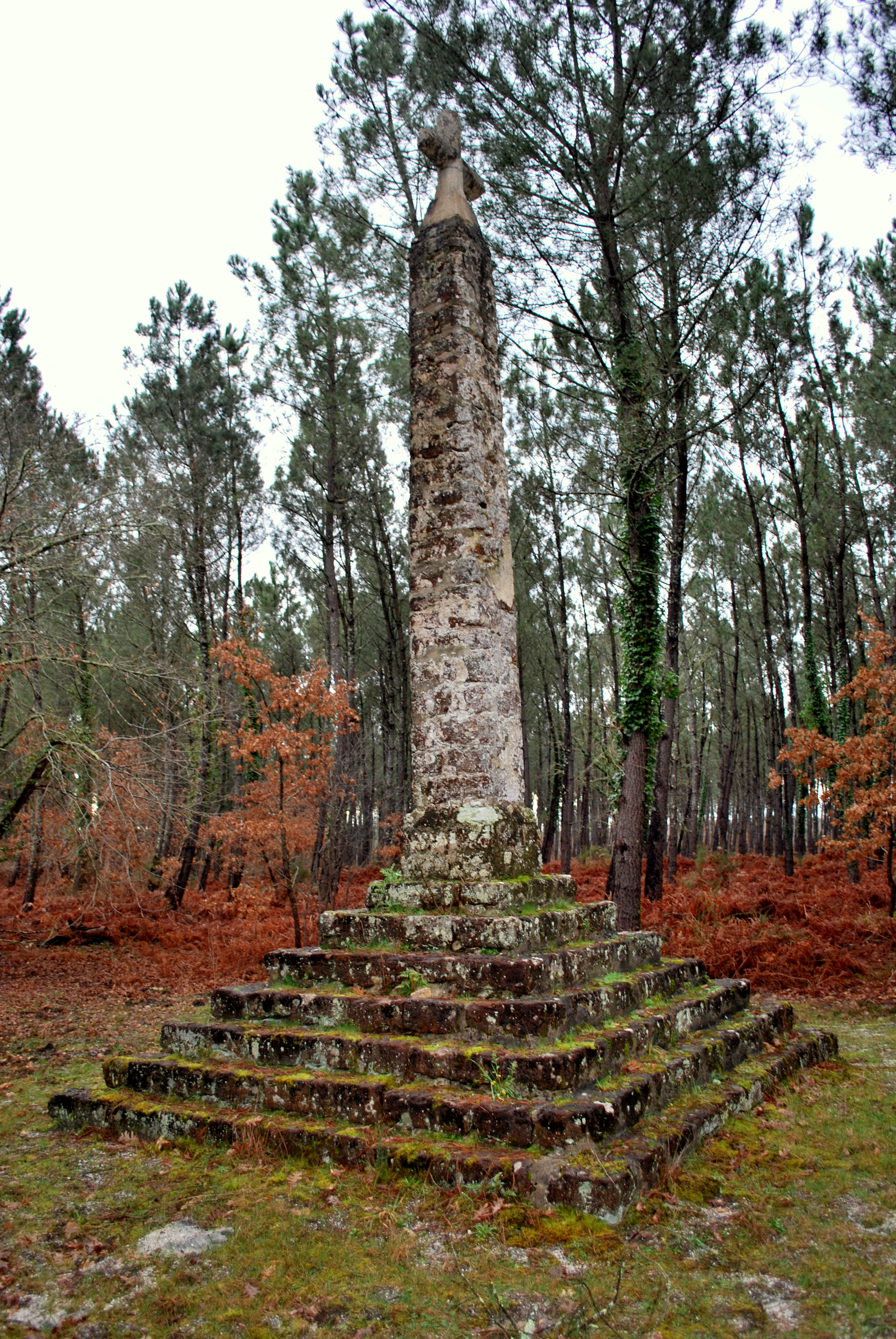
Pilgerkreuz in Belin-Béliet

Das sogenannte  Pilgerkreuz im Ortsteil Mons von Belin-Béliet, einer französischen Stadt im Département Gironde in der Region Nouvelle-Aquitaine, wurde im 15. oder 16. Jahrhundert errichtet. Im Jahr 1990 wurde das Kreuz als Monument historique in die Liste der Baudenkmäler in Frankreich aufgenommen.
Das Kreuz diente den Pilgern als Landmarke auf dem Jakobsweg.
Auf einem siebenstufigen Sockel steht auf einer Basis der Schaft, auf dem das Kreuz angebracht ist.